# Prueba elemental
En matemáticas, una prueba elemental es un demostración que solo usa técnicas básicas. Más específicamente, el término se utiliza en teoría de números para referirse a pruebas que no hacen uso de análisis complejo. Durante algún tiempo se pensó que ciertos teoremas, como el teorema de los números primos, solo podían probarse usando matemáticas "superiores". Sin embargo, con el tiempo, muchos de estos resultados han sido reprobados utilizando solo técnicas elementales.
Aunque el significado no siempre se ha definido con precisión, el término se utiliza comúnmente en la jerga matemática. Una prueba elemental no es necesariamente simple, en el sentido de ser fácil de entender: algunas pruebas elementales pueden ser bastante complicadas.

## Teorema del número primo
La distinción entre pruebas elementales y no elementales ha sido considerada especialmente importante con respecto al teorema de los números primos. Este teorema fue probado por primera vez en 1896 por Jacques Hadamard y Charles-Jean de la Vallée Poussin utilizando análisis complejos. Muchos matemáticos intentaron entonces construir pruebas elementales del teorema, sin éxito. Godfrey Harold Hardy expresó fuertes reservas; consideró que la "profundidad" esencial del resultado descartaba pruebas elementales:

No se conoce ninguna prueba elemental del teorema del número primo, y uno puede preguntarse si es razonable esperar una. Ahora sabemos que el teorema es aproximadamente equivalente a un teorema sobre una función analítica, el teorema de que la función zeta de Riemann no tiene raíces en una cierta línea. Una prueba de tal teorema, que no depende fundamentalmente de la teoría de las funciones, me parece extraordinariamente improbable. Es imprudente afirmar que un teorema matemático "no puede" ser probado de una manera particular; pero una cosa parece bastante clara. Tenemos ciertos puntos de vista sobre la lógica de la teoría; pensamos que algunos teoremas, como decimos "se encuentran profundamente" y otros más cercanos a la superficie. Si alguien produce una prueba elemental del teorema del número primo, demostrará que estos puntos de vista son erróneos, que la cuestión no depende de las condiciones que hemos supuesto, y que es hora de que los libros sean desechados para que la teoría sea reescrita de nuevo.
G. H. Hardy (1921). Lectura en la Sociedad Matemática de Copenhague. Citada en Goldfeld (2003), p. 3

Sin embargo, en 1948, Atle Selberg produjo nuevos métodos que lo llevaron junto con Paul Erdős a encontrar pruebas elementales del teorema del número primo.
Una posible formalización de la noción de "elemental" en conexión con una prueba de un resultado numérico teórico es la restricción de que la prueba puede llevarse a cabo en aritmética de Peano.[cita requerida] También en ese sentido, estas pruebas son elementales.

## Conjetura de Friedman
Harvey Friedman conjeturó: "Todo teorema publicado en los Annals of Mathematics cuya declaración implica solo objetos matemáticos finitos (es decir, lo que los lógicos llaman una declaración aritmética) se puede probar en la aritmética elemental." La forma de aritmética elemental a la que se hace referencia en esta conjetura puede formalizarse mediante un pequeño conjunto de axiomas relativos a la aritmética entera y a la inducción matemática. Por ejemplo, de acuerdo con esta conjetura, el último teorema de Fermat debe tener una prueba elemental; la prueba de Wiles del último teorema no es elemental. Sin embargo, hay otras declaraciones simples sobre la aritmética como la existencia de funciones de iteración exponencial que no pueden ser probadas en esta teoría.